# Wunderwelten

Buch: Wunderwelten, 1. Auflage 1911

Wunderwelten ist ein Zukunftsroman des deutschen Schriftstellers Friedrich Wilhelm Mader (1866–1945).

## Inhalt
Eine Gruppe von sechs Personen unternimmt eine abenteuerliche Reise in den Weltraum. Die Hauptfiguren sind der reiche englische Lord und Erfinder Charles Flitmore, dessen tapfere burische Gattin Mietje Rijn und der unbedarfte Diener und Mechaniker John Rieger. Ferner nehmen der zerstreute deutsche Professor und Afrikaforscher Heinrich Schultze; der dicke australische Kapitän und Ingenieur Hugo von Münchhausen und der Privatdozent und praktische Abenteurer Heinz Friedung an der Mission teil. Zwei gelehrige Schimpansen vervollständigen die Crew.
Lord Flitmore entdeckt die Möglichkeit, eine besondere „Fliehkraft“ elektrisch zu erzeugen, und damit jegliche Schwerkraft außer Kraft zu setzen. Den so entwickelten Fliehkraft-Antrieb installiert er auf dem eigens erbauten, kugelförmigen „Weltschiff“, welches er Sannah tauft. Die von ihm zusammengerufene Gruppe von Abenteurern entdeckt auf ihrem Testflug zuerst Eigenheiten des Weltschiffs wie etwa dessen eigene Anziehungskraft, dann reisen sie zur Rückseite des Mondes, wo Vulkanismus und spärliche Vegetation in der Librationszone beobachtet werden können. Danach landet die Expedition auf dem Mars, wo vielfältiges fremdartiges Leben und eine im Untergang befindliche Zivilisation entdeckt werden.
Nach auf dem Mars überstandenen Gefahren durchquert die Sannah einen Meteoritenschwarm und landet auf einem Planetoiden im Asteroidengürtel mit einer farbenprächtigen Vegetation. Erneut unterwegs, besichtigt die Gruppe den glutflüssigen Jupiter aus der Entfernung. Da sich der Saturn auf einer ungünstigen Bahnposition befindet, dauert die Weiterreise dorthin mehrere Tage. Die Oberfläche der schwammig-porösen und von Rissen durchzogenen Saturnringe erlaubt eine kurze Zwischenlandung, danach kann die Expedition auf dem Ringplaneten selbst zelten und entdeckt unter anderem eine kolossale, der niedrigen Materiedichte des Saturns entsprechende Insektenfauna.
Beim vierten Landemanöver zur fortgesetzten Erkundung des Saturn wird die Sannah allerdings von einem bereits zuvor beobachteten Kometen mitgerissen, dessen mit Fliehkraft geladener Schweif eine unwiderstehliche Wechselwirkung mit dem Schiffsantrieb eingeht. Die Planeten Uranus und Neptun werden im Gefolge dieses Sogs nur aus der Ferne beobachtet; dabei entdeckt Schultze neben den drei bekannten noch zwei weitere Uranusmonde, einer davon mit einem Ringsystem. Neben dem einzig bekannten Neptunmond werden noch zwei neue gefunden. Jenseits des Neptun wird eine zehnte Planetenbahn entdeckt; der Transneptun wird nach dem römischen Götterschmied Vulkan benannt.
Gefangen im Fliehkraftsschweif des Kometen, welcher im interstellaren Raum rasch Überlichtgeschwindigkeit erreicht und sich in Richtung des Doppelsternsystems Alpha Centauri bewegt, verbringt die Expedition mehrere Monate in und auf dem Weltschiff, welches seine eigene Atmosphäre gebildet hat. Nahe dem sonnennächsten Stern löst ein zweiter, von dort stammender Komet die Sannah aus dem Schweif des ersten Kometen heraus, sodass Alpha Centari wieder frei angeflogen werden kann. Der erste dort entdeckte Planet wird aufgrund seiner Lebensfülle und Pracht Eden getauft. Heinz Friedung gelingt es, sich dank der Ursprache mit den Edeniten zu verständigen, welche eine hochentwickelte Kultur und Moral haben und ein paradiesisches Leben im Einklang mit Schöpfer und Natur führen und deren Lebensziel es ist, künftigen Generationen ein ebenso gutes Leben zu ermöglichen wie ihnen selbst. Mehrere Monate verbringen die Weltenfahrer auf Eden und tauschen sich mit dem friedliebenden Volk der Edeniten aus, welche auch eine Möglichkeit ersonnen haben, um die Fliehkraft genau zu steuern und damit dem Weltenschiff die Rückkehr ins irdische Sonnensystem erlauben.
Auf der Rückreise, begleitet von der neuen Freundin Friedungs, der Edenitin Heliastra, wird eine sonnenlose Dunkelwelt entdeckt und Scheol genannt. Während sich die Sannah noch in dessen Nähe befindet, kollidiert eine weitere Dunkelwelt mit Scheol, wodurch eine Nova ausgelöst wird. Einen weiteren Monat später ist die Distanz zum Sonnensystem zurückgelegt; allerdings bedingt der überlichtschnelle Schwung der Sannah, dass das Weltschiff die Sonne durchschlägt und dadurch beschädigt wird. Am mit einer Spiegelvegetation bedeckten Merkur vorbei sowie nach einem Entschleunigungsmanöver in der Jupiterbahn können die Reisenden zur Erde zurückkehren, wo sie in bekannten Gefilden im südlichen Afrika landen. Sogleich plant Flitmore neue Weltenschiff-Expeditionen.

## Aufbau, Stil und Sprache
Der Roman ist eine Fiktion des beginnenden 20. Jahrhunderts zu dem Thema, wie andere Welten aussehen könnten. Schauplatz ist der Weltraum, der Platz für Abenteuer, Forschungen und außergewöhnliche Erlebnisse bietet. Das Gerüst und die Basis des Romans ist die Technik und die Wissenschaft, besonders die Astronomie, des späten 19. sowie des frühen 20. Jahrhunderts. Friedrich Wilhelm Mader versucht dem Leser Respekt und Achtung gegenüber der Natur zu vermitteln und zeigt hilfsbereiten und freundlichen Umgang der Menschen untereinander. Wo der Reisegruppe fremde intelligente Wesen begegnen, verläuft der Erstkontakt friedlich, nie kämpferisch-kriegerisch. Die Gespräche in der Handlung, wenn es um religiöse Fragen geht, haben immer eine positive Haltung zu Gott und dem Christentum als Institution.
Ein Personenverzeichnis zu Beginn des Buchs stellt alle Handlungsfiguren vor. Die sechs Hauptfiguren sind alle bereits als Protagonisten aus anderen Abenteuerromanen Maders bekannt, und entsprechend gibt es häufige Anspielungen auf bereits überstandene Abenteuer in Afrika und Australien, etwa wenn der Zwergplanet Tipekitanga nach einer Pygmäenprinzessin (Im Land der Zwerge) benannt wird oder die revolutionäre Batterietechnik in Flitmores Weltschiff als Entwicklung Münchhausens erklärt wird (Der König der Unnahbaren Berge). Trotz dieser Einbettung in das Gesamtwerk Maders ist das Buch aber auch als einzelstehendes Werk völlig verständlich.
Der Roman ist in einem einfachen und gut verständlichen Deutsch geschrieben. Die Handlung folgt einfachen Erzählmustern. Rätselhafte Phänomene und Herausforderungen werden im selben Kapitel aufgelöst. Somit ist alles gut nachvollziehbar, die Einteilung in 56 Kapitel ist dabei stimmig. Didaktische Einschübe, meist durch den Professor, erklären unter anderem Gravitation und Himmelsmechanik, die Marskanäle als optische Täuschung, das Kopernikanische Weltbild im Vergleich zum Ptolemäischen, die von Peary geborgenen Nordpol-Meteoriten oder den Kometen von 1881, das Titius-Bode-„Gesetz“ und die vier Jupitermonde oder astronomische Begriffe wie Albedo, Aberration, Parallaxe und Lichtjahr. Die Beschreibungen der eingesetzten, fiktiven Zukunftstechnik bleiben hingegen vage, ihre Möglichkeiten werden nicht so detailliert geschildert wie zum Beispiel bei Jules Verne. Zum Schluss des Buches findet sich ein Quellenverzeichnis zu weiterer Literatur und den Fundstellen, woher Mader die Kenntnisse hatte, die er seinen Protagonisten in den Mund legt.

## Bedeutung
Wunderwelten ist einer der ersten Zukunftsromane von einem Deutschen mit dem Schwerpunkt Raumfahrt. Besonders interessant ist, dass die Handlung auch außerhalb des Sonnensystems angesiedelt ist, was ein Novum in deutscher Sprache war. Als Nachweis für die Existenz extrasolarer Planeten führte bereits Mader an, dass die Sterne Mira und Beta Lyrae ihre Helligkeit ändern.
Stark betont werden muss der wissenschaftsdidaktische Hintergrund, der den Roman klar als Science-Fiction kenntlich macht. Besonders der unwissende, aber neugierige John Rieger wird durch die restlichen Expeditionsteilnehmer belehrt. Wo es um gesicherte wissenschaftliche wie auch kulturelle Kenntnisse seiner Zeit geht, bietet der Roman eine jugendgerechte Aufarbeitung, die einen Großteil des Werks umfasst und auch von der zeitgenössischen Kritik sehr wohlwollend aufgenommen wurde. Phantastische Beschreibungen der erkundeten Welten und die abenteuerliche Handlung füllen den Rest des Buches. Bei Dingen, die seiner Phantasie entstammen, irrt der Autor zwar zuverlässig, von den didaktischen Exkursen sind die fantastischen Beschreibungen aber meist sauber getrennt.
Entsprechend der populären Vorstellung in Maders Zeit wird in dem Roman die Äthertheorie vertreten, nach der der Weltraum mit atembarer, aber extrem dünner Luft gefüllt ist. Schwerelosigkeit ist unbekannt, auch im Weltschiff herrscht Erdschwerkraft; Leben in Form von Flora und Fauna findet sich auf jeder Welt, der Pfarrer Mader lässt seine versammelten Protagonisten den Evolutionsgedanken und Ernst Haeckel an mehreren Stellen im Buch abfällig niedermachen; konkret bezogen auf die Unfassbarkeit des Alls werden auch die Publikationen von Hermann Joseph Klein und Carl Snyder gegenübergestellt und einerseits beifällig, andererseits verächtlich kommentiert.
Es ist das einzige Werk Maders, bei dem die Abenteuer im Weltraum stattfinden. Aufgrund dieses Settings tritt sein latenter Kolonialchauvinismus hier nicht offen zutage.

## Auflagen, Illustrationen, Einband und Änderungen
Veröffentlicht wurde der Roman 1911 erstmals bei dem Verlag für Volkskunst / Rich. Keutel / Stuttgart. Ab der zweiten Auflage erschien der Roman bei dem Verlag Union Deutscher Verlagsgesellschaft, Stuttgart, Berlin, Leipzig. Ab der Auflage zwei, die 1921 erschien ist, korrigierte Friedrich Wilhelm Mader den Inhalt an einigen Stellen. In der neuen Version des Romans sind einige Irrtümer, die besonders Sachverständigen und Wissenschaftlern aufgefallen waren, abgeändert worden. Hypothesen und Fiktionen die weiterhin in der Geschichte vorkommen, die noch nicht erforscht werden konnten, bilden, wie in der ersten Version, das Rückgrat des Buches. Dreizehn Auflagen sind bekannt (eventuell gibt es noch mehr Auflagen), die in der Union Deutscher Verlagsgesellschaft erschienen sind. 1987 veröffentlichte der Heyne-Verlag den Roman als Taschenbuch und verwendete die Fassung von 1911. Die Illustrationen der ersten Auflage sind von W. Egel, es sind einfach gehaltene schwarz-weiß Zeichnungen, einige sind leicht gelblich an einigen Stellen, um Bereiche etwas hervorzuheben. Ab der zweiten Auflage sind farbige aufwendigere Bilder (8 Tondruckbilder) zur Illustration verwendet worden. Der Einband der ersten Auflage ist einfach grün gehalten mit nur dem Titel des Buches, ab der zweiten Auflage hat der Einband ein farbiges Titelbild und neben dem Buchtitel ist auch der Autor genannt.

## Parallelen zu Jules Vernes Romanen
Es wird vermutet, dass Mader von Romanen Jules Vernes beeinflusst wurde. Dies kann man besonders in seinem Roman Wunderwelten erkennen, in dem sich in einigen Bereichen Ähnlichkeiten mit Vernes Roman Hector Servadac (1877 veröffentlicht, deutscher Titel Reise durch die Sonnenwelt) finden lassen. Dazu gehört zum Beispiel die Idee, dass ein Komet Menschen in den Weltraum reißt und dass die Reise durch unser Sonnensystem geht. Dies sind die frappierendsten Ähnlichkeiten. Der Roman von Friedrich Wilhelm Mader ist von der Handlung und vom Aufbau ganz anders als der Roman Hector Servadac, man kann höchstens von der Beeinflussung in einigen Details sprechen.

## Ausgaben
- Friedrich Wilhelm Mader: Wunderwelten. Wie Lord Flitmore eine seltsame Reise zu den Planeten unternimmt und durch einen Kometen in die Fixsternwelt entführt wird. Union Deutsche Verlagsgesellschaft, Stuttgart 1911.
- Friedrich Wilhelm Mader: Wunderwelten. ein klassischer Science-Fiction-Roman. Heyne, München 1987, ISBN 3-453-31374-7 (Nachdruck der Ausgabe Stuttgart 1911, herausgegeben von Wolfgang Jeschke, mit einem Nachwort von Dieter Hasselblatt).
- Hörbuch bei LibriVox